# ラビンオートマトン
ラビンオートマトン（Rabin Automaton）は、無限長の文字列を扱う有限オートマトンの一種。その形式は {\displaystyle {\mathcal {A}}=(Q,~\Sigma ,~q_{0},~\delta ,~\Omega )} としたとき、{\displaystyle Q,~q_{0}} および {\displaystyle \Sigma } は Büchi automaton と同様に定義される。{\displaystyle \delta :Q\times \Sigma \rightarrow Q} は遷移関数であり、{\displaystyle \Omega } はペア {\displaystyle (E_{j},~F_{j})} の集合で、{\displaystyle E_{j},F_{j}\subset Q} である。{\displaystyle \rho \in Q^{\omega }} である {\displaystyle {\mathcal {A}}} の実行において、{\displaystyle F_{i}} からの一部の状態を無限回訪れる間に {\displaystyle E_{i}} からの全状態を有限回訪れるようなインデックス {\displaystyle i} があるとき、{\displaystyle {\mathcal {A}}} は入力単語 {\displaystyle \alpha } を受容する。